# Мислиньська Добрава
Мислиньська Добрава (словен. Mislinjska Dobrava) — поселення в общині Словень Градець, Регіон Корошка, Словенія. Висота над рівнем моря: 522,2 м.